# Giro de Italia 2019
La 102.ª edición del Giro de Italia se celebró entre el 11 de mayo y el 2 de junio de 2019 e inició con una contrarreloj individual en la ciudad de Bolonia y finalizó con otra contrarreloj individual en la ciudad de Verona en Italia. El recorrido constó de un total de 21 etapas sobre una distancia total de 3486,5 km.
Adicionalmente a las contrarrelojes de inicio y fin, se tuvo una tercera contrarreloj individual en el meridiano de la carrera en la etapa 9 junto con 5 etapas de montaña y 7 finales en alto en un recorrido altamente montañoso, lo cual hizo de la edición 2019 una de las más abiertas, equilibradas y exigentes de los últimos años.
Así mismo el recorrido realizado, tuvo entre otros, un homenaje al genio Leonardo da Vinci en el 500.º aniversario de su fallecimiento en la tercera etapa que inició en la localidad de Vinci y también rindió un homenaje al legendario ciclista Fausto Coppi en la decimosegunda etapa entre Cuneo y Pinerolo en conmemoración de su gesta en el Giro 1949 cuando en un ataque en solitario remontó más de 11 minutos sobre su rival Gino Bartali.
La carrera fue la primera de las denominadas Grandes Vueltas de la temporada e hizo parte del circuito UCI WorldTour 2019 dentro de la categoría 2.UWT, siendo la vigésima tercera competición del calendario de máxima categoría mundial y fue ganada por el ciclista ecuatoriano Richard Carapaz, quien con este triunfo se convirtió en el primer ciclista de su país en ganar un Giro de Italia y el segundo ciclista latinoamericano en conseguirlo luego del triunfo obtenido por el ciclista colombiano Nairo Quintana en el Giro 2014. El podio lo completaron, en segundo lugar, el ciclista italiano Vincenzo Nibali del equipo Bahrain-Merida y en tercer lugar, el ciclista esloveno Primož Roglič del equipo Jumbo-Visma.

## Equipos participantes
Para otros detalles, ver sección: Ciclistas participantes y posiciones finales
Tomaron la partida un total de 22 equipos de los cuales asistieron por derecho propio los 18 equipos UCI WorldTeam y por invitación directa de los organizadores de la prueba (RCS Sport) 4 equipos de categoría Profesional Continental quienes conformaron un pelotón de 176 ciclistas. Los equipos participantes son:
| WorldTeams (18)- AG2R La Mondiale - Astana - Bahrain-Merida - Bora-hansgrohe - CCC Team - Dimension Data - EF Education First - Groupama-FDJ - Team Jumbo-Visma - Lotto Soudal - Mitchelton-Scott - Movistar Team - Deceuninck-Quick Step - Katusha-Alpecin - Ineos - Team Sunweb - Trek-Segafredo - UAE Team Emirates Equipos continentales profesionales (4)- Androni Giocattoli-Sidermec - Bardiani CSF - Israel Cycling Academy - Nippo Vini Fantini Faizanè |
| |

## Favoritos
- Tom Dumoulin (Sunweb). El ciclista neerlandés de 28 años, hará nuevamente el doblete Giro-Tour, pero enfocándose principalmente en el Giro[4] en donde fue el ganador en la edición centenaria en 2017 y segundo en 2018. Así mismo le precede una victoria en el campeonato mundial contrarreloj 2017 y un segundo lugar en la edición 2018 que le hacen un candidato fuerte a seguir, considerando especialmente las 3 contrarreloj que se correrán en la presente edición que suman un total de 58,5 km.
- Simon Yates (Mitchelton-Scott). Luego de rozar la victoria en el Giro 2018 con 3 triunfos de etapa y el liderazgo de la prueba a falta de 3 etapas, el ciclista británico de 26 años, vuelve a intentarlo en la presente edición,[5] luego de lograr su primer triunfo en una Gran Vuelta con la Vuelta a España 2018. Contará con la colaboración del colombiano Esteban Chaves en la montaña.
- Miguel Ángel López (Astaná). Tras lograr la tercera plaza tanto en el Giro como en la Vuelta en 2018, el ciclista colombiano de 25 años, buscará mejorar su ubicación en la clasificación general en su segunda participación el en Giro. Le preceden 2 victorias en carreras por etapas del UCI WorldTour con la Vuelta a Suiza 2016 y la Volta a Cataluña 2019.[6] Contará en la montaña con el apoyo del español Ion Izagirre[7] y el italiano Dario Cataldo.
- Primož Roglič (Jumbo-Visma). El ciclista esloveno de 29 años ha mostrado una gran progresión en los últimos años con 5 victorias en carreras por etapas del UCI WorldTour, 3 de ellas en el 2019 en el UAE Tour, la Tirreno-Adriático y el Tour de Romandía y vuelve al Giro en donde debutó en 2016 en la posición 58.ª. Le precede un cuarto lugar en el Tour de Francia 2018 y un segundo lugar en el mundial contrarreloj 2017 cuya especialidad será clave para sacar provecho de las 3 contrarreloj que se correrán en la presente edición. Contará en la montaña con la ayuda de Laurens De Plus y Antwan Tolhoek.[8]
- Vincenzo Nibali (Bahrain Merida). El ciclista italiano de 34 años ganador de las 3 Grandes Vueltas con una Vuelta en 2010, un Tour en 2014 y 2 Giros en las ediciones 2013 y 2016, intentará sumar su quinta Gran Vuelta y tercer Giro. Contará con el apoyo de su compatriota Domenico Pozzovivo en las etapas de montaña.
- Mikel Landa (Movistar). Tras un 2018 opaco y luego de haberse recuperado de una lesión de clavícula ocurrida mientras corría el Trofeo Las Salinas-Campos-Porreras-Felanich en la disputa del Challenge a Mallorca 2019, el ciclista español de 29 años, confía llegar en plenas condiciones para disputar el Giro[9] en donde fue tercero en la edición 2015 con 2 victorias de etapa y 17.º en la edición 2017 con triunfo de etapa y la clasificación de la montaña. Para las etapas de montaña, contará con la ayuda del ecuatoriano Richard Carapaz, quien ocupó la cuarta posición en la pasada edición del Giro y de su compatriota José Joaquín Rojas.
- Ilnur Zakarin (Katusha-Alpecin). Luego de haber participado en las ediciones 2015, 2016 y 2017, en donde ocupó el 5.º lugar en esta última, el ciclista ruso de 29 años, volverá en la presente edición intentando superar su palmarés en Grandes Vueltas, luego del tercer lugar obtenido en la Vuelta a España 2017.
- Richard Carapaz (Movistar). El ciclista ecuatoriano de 25 años llega en buen nivel de forma luego de su victoria en la Vuelta a Asturias 2019. Le precede un cuarto lugar y una victoria de etapa en el Giro 2018 y aunque llega como apoyo de Mikel Landa, sus posibilidades en la presente edición dependerán de la libertad que le dé su equipo en los momentos decisivos de la carrera.

## Recorrido
| Etapa      | Fecha     | Recorrido                                         | type                    | Distancia (km) | Ganador          | Líder           |
| ---------- | --------- | ------------------------------------------------- | ----------------------- | -------------- | ---------------- | --------------- |
| 1.ª etapa  | 11 de may | Bolonia – Santuario de Nuestra Señora de San Luca | contrarreloj individual | 8              | Primož Roglič    | Primož Roglič   |
| 2.ª etapa  | 12 de may | Bolonia – Fucecchio                               | etapa escarpada         | 205            | Pascal Ackermann | Primož Roglič   |
| 3.ª etapa  | 13 de may | Vinci – Orbetello                                 | etapa llana             | 220            | Fernando Gaviria | Primož Roglič   |
| 4.ª etapa  | 14 de may | Orbetello – Frascati                              | etapa llana             | 235            | Richard Carapaz  | Primož Roglič   |
| 5.ª etapa  | 15 de may | Frascati – Terracina                              | etapa llana             | 140            | Pascal Ackermann | Primož Roglič   |
| 6.ª etapa  | 16 de may | Cassino – San Giovanni Rotondo                    | etapa escarpada         | 238            | Fausto Masnada   | Valerio Conti   |
| 7.ª etapa  | 17 de may | Vasto – L'Aquila                                  | etapa escarpada         | 185            | Pello Bilbao     | Valerio Conti   |
| 8.ª etapa  | 18 de may | Tortoreto – Pésaro                                | etapa escarpada         | 239            | Caleb Ewan       | Valerio Conti   |
| 9.ª etapa  | 19 de may | Riccione – San Marino                             | contrarreloj individual | 34,8           | Primož Roglič    | Valerio Conti   |
|            | 20 de may | Día de descanso                                   | Día de descanso         |                |                  |                 |
| 10.ª etapa | 21 de may | Ravena – Módena                                   | etapa llana             | 145            | Arnaud Démare    | Valerio Conti   |
| 11.ª etapa | 22 de may | Carpi – Novi Ligure                               | etapa llana             | 221            | Caleb Ewan       | Valerio Conti   |
| 12.ª etapa | 23 de may | Cuneo – Pinerolo                                  | etapa de media montaña  | 158            | Cesare Benedetti | Jan Polanc      |
| 13.ª etapa | 24 de may | Pinerolo – Ceresole Reale                         | etapa de montaña        | 196            | Ilnur Zakarin    | Jan Polanc      |
| 14.ª etapa | 25 de may | Saint-Vincent – Courmayeur                        | etapa de montaña        | 131            | Richard Carapaz  | Richard Carapaz |
| 15.ª etapa | 26 de may | Ivrea – Como                                      | etapa de media montaña  | 232            | Dario Cataldo    | Richard Carapaz |
|            | 27 de may | Día de descanso                                   | Día de descanso         |                |                  |                 |
| 16.ª etapa | 28 de may | Lovere – Ponte di Legno                           | etapa de montaña        | 194            | Giulio Ciccone   | Richard Carapaz |
| 17.ª etapa | 29 de may | Commezzadura – Rasun-Anterselva                   | etapa de media montaña  | 181            | Nans Peters      | Richard Carapaz |
| 18.ª etapa | 30 de may | Valdaora – Santa Maria di Sala                    | etapa llana             | 222            | Damiano Cima     | Richard Carapaz |
| 19.ª etapa | 31 de may | Treviso – San Martino di Castrozza                | etapa de media montaña  | 151            | Esteban Chaves   | Richard Carapaz |
| 20.ª etapa | 1 de jun  | Feltre – Passo Croce d'Aune                       | etapa de montaña        | 194            | Pello Bilbao     | Richard Carapaz |
| 21.ª etapa | 2 de jun  | Verona – Verona                                   | contrarreloj individual | 17             | Chad Haga        | Richard Carapaz |

## Clasificaciones finales
Las clasificaciones finalizaron de la siguiente forma:

### Clasificación general(Maglia Rosa)
| \| Clasificación general \| Clasificación general \| Clasificación general \| Clasificación general \| Clasificación general \| \| Ciclista \| Ciclista \| Equipo \| Tiempo \| \| \| --------------------- \| --------------------- \| --------------------------- \| --------------------- \| --------------------- \| \| 1.º \| Richard Carapaz \| Movistar Team \| 90 h 01 min 47 s \| \| \| 2.º \| Vincenzo Nibali \| Bahrain-Merida \| + 1 min 05 s \| \| \| 3.º \| Primož Roglič \| Team Jumbo-Visma \| + 2 min 30 s \| \| \| 4.º \| Mikel Landa \| Movistar Team \| + 2 min 38 s \| \| \| 5.º \| Bauke Mollema \| Trek-Segafredo \| + 5 min 43 s \| \| \| 6.º \| Rafał Majka \| Bora-Hansgrohe \| + 6 min 56 s \| \| \| 7.º \| Miguel Ángel López \| Astana \| + 7 min 26 s \| \| \| 8.º \| Simon Yates \| Mitchelton-Scott \| + 7 min 49 s \| \| \| 9.º \| Pavel Sivakov \| Team Ineos \| + 8 min 56 s \| \| \| 10.º \| Ilnur Zakarin \| Katusha-Alpecin \| + 12 min 14 s \| \| \| 11.º \| Hugh Carthy \| EF Education First \| + 16 min 36 s \| \| \| 12.º \| Joe Dombrowski \| EF Education First \| + 20 min 12 s \| \| \| 13.º \| Valentin Madouas \| Groupama-FDJ \| + 21 min 59 s \| \| \| 14.º \| Davide Formolo \| Bora-Hansgrohe \| + 22 min 38 s \| \| \| 15.º \| Jan Polanc \| UAE Team Emirates \| + 22 min 38 s \| \| \| 16.º \| Giulio Ciccone \| Trek-Segafredo \| + 27 min 19 s \| \| \| 17.º \| Mikel Nieve \| Mitchelton-Scott \| + 27 min 46 s \| \| \| 18.º \| Tanel Kangert \| EF Education First \| + 30 min 11 s \| \| \| 19.º \| Domenico Pozzovivo \| Bahrain-Merida \| + 33 min 40 s \| \| \| 20.º \| Fausto Masnada \| Androni Giocattoli-Sidermec \| + 34 min 52 s \| \| |                    |                             |                  |
| |                    |                             |                  |
| Fuente: ProCyclingStats |                    |                             |                  |
| Clasificación general |                    |                             |                  |
| Ciclista | Ciclista           | Equipo                      | Tiempo           |
| 1.º | Richard Carapaz    | Movistar Team               | 90 h 01 min 47 s |
| 2.º | Vincenzo Nibali    | Bahrain-Merida              | + 1 min 05 s     |
| 3.º | Primož Roglič      | Team Jumbo-Visma            | + 2 min 30 s     |
| 4.º | Mikel Landa        | Movistar Team               | + 2 min 38 s     |
| 5.º | Bauke Mollema      | Trek-Segafredo              | + 5 min 43 s     |
| 6.º | Rafał Majka        | Bora-Hansgrohe              | + 6 min 56 s     |
| 7.º | Miguel Ángel López | Astana                      | + 7 min 26 s     |
| 8.º | Simon Yates        | Mitchelton-Scott            | + 7 min 49 s     |
| 9.º | Pavel Sivakov      | Team Ineos                  | + 8 min 56 s     |
| 10.º | Ilnur Zakarin      | Katusha-Alpecin             | + 12 min 14 s    |
| 11.º | Hugh Carthy        | EF Education First          | + 16 min 36 s    |
| 12.º | Joe Dombrowski     | EF Education First          | + 20 min 12 s    |
| 13.º | Valentin Madouas   | Groupama-FDJ                | + 21 min 59 s    |
| 14.º | Davide Formolo     | Bora-Hansgrohe              | + 22 min 38 s    |
| 15.º | Jan Polanc         | UAE Team Emirates           | + 22 min 38 s    |
| 16.º | Giulio Ciccone     | Trek-Segafredo              | + 27 min 19 s    |
| 17.º | Mikel Nieve        | Mitchelton-Scott            | + 27 min 46 s    |
| 18.º | Tanel Kangert      | EF Education First          | + 30 min 11 s    |
| 19.º | Domenico Pozzovivo | Bahrain-Merida              | + 33 min 40 s    |
| 20.º | Fausto Masnada     | Androni Giocattoli-Sidermec | + 34 min 52 s    |

### Clasificación por puntos(Maglia Ciclamino)
| Clasificación por puntos | Clasificación por puntos | Clasificación por puntos    | Clasificación por puntos | Clasificación por puntos |
| Ciclista                 | Ciclista                 | Equipo                      | Puntos                   |                          |
| ------------------------ | ------------------------ | --------------------------- | ------------------------ | ------------------------ |
| 1.º                      | Pascal Ackermann         | Bora-Hansgrohe              | 226 pts                  |                          |
| 2.º                      | Arnaud Démare            | Groupama-FDJ                | 213 pts                  |                          |
| 3.º                      | Damiano Cima             | Nippo-Vini Fantini-Faizanè  | 104 pts                  |                          |
| 4.º                      | Fausto Masnada           | Androni Giocattoli-Sidermec | 93 pts                   |                          |
| 5.º                      | Richard Carapaz          | Movistar Team               | 90 pts                   |                          |
| 6.º                      | Davide Cimolai           | Israel Cycling Academy      | 60 pts                   |                          |
| 7.º                      | Mirco Maestri            | Bardiani CSF                | 54 pts                   |                          |
| 8.º                      | Vincenzo Nibali          | Bahrain-Merida              | 51 pts                   |                          |
| 9.º                      | Primož Roglič            | Team Jumbo-Visma            | 50 pts                   |                          |
| 10.º                     | Pello Bilbao             | Astana                      | 48 pts                   |                          |

### Clasificación de la montaña(Maglia Azzurra)
| Clasificación de la montaña | Clasificación de la montaña | Clasificación de la montaña | Clasificación de la montaña | Clasificación de la montaña |
| Ciclista                    | Ciclista                    | Equipo                      | Puntos                      |                             |
| --------------------------- | --------------------------- | --------------------------- | --------------------------- | --------------------------- |
| 1.º                         | Giulio Ciccone              | Trek-Segafredo              | 267 pts                     |                             |
| 2.º                         | Fausto Masnada              | Androni Giocattoli-Sidermec | 115 pts                     |                             |
| 3.º                         | Damiano Caruso              | Bahrain-Merida              | 86 pts                      |                             |
| 4.º                         | Richard Carapaz             | Movistar Team               | 75 pts                      |                             |
| 5.º                         | Mikel Nieve                 | Mitchelton-Scott            | 68 pts                      |                             |
| 6.º                         | Ilnur Zakarin               | Katusha-Alpecin             | 54 pts                      |                             |
| 7.º                         | Mattia Cattaneo             | Androni Giocattoli-Sidermec | 53 pts                      |                             |
| 8.º                         | Pello Bilbao                | Astana                      | 46 pts                      |                             |
| 9.º                         | Mikel Landa                 | Movistar Team               | 42 pts                      |                             |
| 10.º                        | Gianluca Brambilla          | Trek-Segafredo              | 40 pts                      |                             |

### Clasificación de los jóvenes(Maglia Bianca)
| Clasificación del mejor joven | Clasificación del mejor joven | Clasificación del mejor joven | Clasificación del mejor joven | Clasificación del mejor joven |
| Ciclista                      | Ciclista                      | Equipo                        | Tiempo                        |                               |
| ----------------------------- | ----------------------------- | ----------------------------- | ----------------------------- | ----------------------------- |
| 1.º                           | Miguel Ángel López            | Astana                        | 90 h 09 min 13 s              |                               |
| 2.º                           | Pavel Sivakov                 | Team Ineos                    | + 1 min 30 s                  |                               |
| 3.º                           | Hugh Carthy                   | EF Education First            | + 9 min 10 s                  |                               |
| 4.º                           | Valentin Madouas              | Groupama-FDJ                  | + 14 min 33 s                 |                               |
| 5.º                           | Giulio Ciccone                | Trek-Segafredo                | + 19 min 53 s                 |                               |
| 6.º                           | Edward Dunbar                 | Team Ineos                    | + 35 min 00 s                 |                               |
| 7.º                           | Lucas Hamilton                | Mitchelton-Scott              | + 57 min 05 s                 |                               |
| 8.º                           | Ben O'Connor                  | Dimension Data                | + 1 h 10 min 23 s             |                               |
| 9.º                           | Chris Hamilton                | Team Sunweb                   | + 1 h 16 min 36 s             |                               |
| 10.º                          | Jai Hindley                   | Team Sunweb                   | + 1 h 20 min 43 s             |                               |

### Clasificación de los sprint intermedios
| Clasificación de las metas volantes | Clasificación de las metas volantes | Clasificación de las metas volantes | Clasificación de las metas volantes | Clasificación de las metas volantes |
| Ciclista                            | Ciclista                            | Equipo                              | Puntos                              |                                     |
| ----------------------------------- | ----------------------------------- | ----------------------------------- | ----------------------------------- | ----------------------------------- |
| 1.º                                 | Fausto Masnada                      | Androni Giocattoli-Sidermec         | 88 pts                              |                                     |
| 2.º                                 | Damiano Cima                        | Nippo-Vini Fantini-Faizanè          | 83 pts                              |                                     |
| 3.º                                 | Mirco Maestri                       | Bardiani CSF                        | 58 pts                              |                                     |
| 4.º                                 | Marco Frapporti                     | Androni Giocattoli-Sidermec         | 50 pts                              |                                     |
| 5.º                                 | José Joaquín Rojas                  | Movistar Team                       | 31 pts                              |                                     |
| 6.º                                 | Arnaud Démare                       | Groupama-FDJ                        | 31 pts                              |                                     |
| 7.º                                 | Mattia Cattaneo                     | Androni Giocattoli-Sidermec         | 28 pts                              |                                     |
| 8.º                                 | Sho Hatsuyama                       | Nippo-Vini Fantini-Faizanè          | 26 pts                              |                                     |
| 9.º                                 | Jan Bakelants                       | Team Sunweb                         | 22 pts                              |                                     |
| 10.º                                | Dario Cataldo                       | Astana                              | 21 pts                              |                                     |

### Clasificación de la combatividad
| Clasificación de la combatividad | Clasificación de la combatividad | Clasificación de la combatividad | Clasificación de la combatividad | Clasificación de la combatividad |
| Ciclista                         | Ciclista                         | Equipo                           | Puntos                           |                                  |
| -------------------------------- | -------------------------------- | -------------------------------- | -------------------------------- | -------------------------------- |
| 1.º                              | Fausto Masnada                   | Androni Giocattoli-Sidermec      | 74 pts                           |                                  |
| 2.º                              | Damiano Cima                     | Nippo-Vini Fantini-Faizanè       | 58 pts                           |                                  |
| 3.º                              | Giulio Ciccone                   | Trek-Segafredo                   | 57 pts                           |                                  |
| 4.º                              | Arnaud Démare                    | Groupama-FDJ                     | 47 pts                           |                                  |
| 5.º                              | Pascal Ackermann                 | Bora-Hansgrohe                   | 43 pts                           |                                  |
| 6.º                              | Mirco Maestri                    | Bardiani CSF                     | 36 pts                           |                                  |
| 7.º                              | Marco Frapporti                  | Androni Giocattoli-Sidermec      | 35 pts                           |                                  |
| 8.º                              | Mattia Cattaneo                  | Androni Giocattoli-Sidermec      | 34 pts                           |                                  |
| 9.º                              | Richard Carapaz                  | Movistar Team                    | 30 pts                           |                                  |
| 10.º                             | Dario Cataldo                    | Astana                           | 27 pts                           |                                  |

### Clasificación por equipos"Super Team"
| Clasificación por equipos | Clasificación por equipos   | Clasificación por equipos | Clasificación por equipos |
| Equipo                    | Equipo                      | Tiempo                    |                           |
| ------------------------- | --------------------------- | ------------------------- | ------------------------- |
| 1.º                       | Movistar Team               | 270 h 44 min 14 s         |                           |
| 2.º                       | Astana                      | + 17 min 36 s             |                           |
| 3.º                       | Bahrain-Merida              | + 18 min 31 s             |                           |
| 4.º                       | EF Education First          | + 25 min 35 s             |                           |
| 5.º                       | Mitchelton-Scott            | + 30 min 56 s             |                           |
| 6.º                       | Ineos                       | + 37 min 36 s             |                           |
| 7.º                       | Trek-Segafredo              | + 1 h 11 min 03 s         |                           |
| 8.º                       | Bora-hansgrohe              | + 1 h 37 min 39 s         |                           |
| 9.º                       | Androni Giocattoli-Sidermec | + 1 h 37 min 39 s         |                           |
| 10.º                      | Team Jumbo-Visma            | + 2 h 07 min 26 s         |                           |

## Evolución de las clasificaciones
| Etapa                   |                         | Ganador _        | Clasificación general | Puntos           | Montaña            | Jóvenes            | Combatividad _   | Equipo _                    |
| ----------------------- | ----------------------- | ---------------- | --------------------- | ---------------- | ------------------ | ------------------ | ---------------- | --------------------------- |
| 1.ª etapa               | contrarreloj individual | Primož Roglič    | Primož Roglič         | Primož Roglič    | Giulio Ciccone     | Miguel Ángel López | Primož Roglič    | Team Jumbo-Visma            |
| 2.ª etapa               | etapa escarpada         | Pascal Ackermann | Primož Roglič         | Pascal Ackermann | Giulio Ciccone     | Miguel Ángel López | Damiano Cima     | Team Jumbo-Visma            |
| 3.ª etapa               | etapa llana             | Fernando Gaviria | Primož Roglič         | Fernando Gaviria | Giulio Ciccone     | Miguel Ángel López | Arnaud Démare    | Team Jumbo-Visma            |
| 4.ª etapa               | etapa llana             | Richard Carapaz  | Primož Roglič         | Pascal Ackermann | Giulio Ciccone     | Miguel Ángel López | Damiano Cima     | Bora-hansgrohe              |
| 5.ª etapa               | etapa llana             | Pascal Ackermann | Primož Roglič         | Pascal Ackermann | Giulio Ciccone     | Miguel Ángel López | Pascal Ackermann | Bora-hansgrohe              |
| 6.ª etapa               | etapa escarpada         | Fausto Masnada   | Valerio Conti         | Pascal Ackermann | Giulio Ciccone     | Giovanni Carboni   | Pascal Ackermann | Movistar Team               |
| 7.ª etapa               | etapa escarpada         | Pello Bilbao     | Valerio Conti         | Pascal Ackermann | Giulio Ciccone     | Giovanni Carboni   | Pascal Ackermann | Movistar Team               |
| 8.ª etapa               | etapa escarpada         | Caleb Ewan       | Valerio Conti         | Pascal Ackermann | Giulio Ciccone     | Giovanni Carboni   | Pascal Ackermann | Movistar Team               |
| 9.ª etapa               | contrarreloj individual | Primož Roglič    | Valerio Conti         | Pascal Ackermann | Giulio Ciccone     | Nans Peters        | Pascal Ackermann | Movistar Team               |
| 10.ª etapa              | etapa llana             | Arnaud Démare    | Valerio Conti         | Pascal Ackermann | Giulio Ciccone     | Nans Peters        | Arnaud Démare    | Movistar Team               |
| 11.ª etapa              | etapa llana             | Caleb Ewan       | Valerio Conti         | Arnaud Démare    | Giulio Ciccone     | Nans Peters        | Arnaud Démare    | Movistar Team               |
| 12.ª etapa              | etapa de media montaña  | Cesare Benedetti | Jan Polanc            | Arnaud Démare    | Gianluca Brambilla | Hugh Carthy        | Arnaud Démare    | Androni Giocattoli-Sidermec |
| 13.ª etapa              | etapa de montaña        | Ilnur Zakarin    | Jan Polanc            | Arnaud Démare    | Giulio Ciccone     | Pavel Sivakov      | Arnaud Démare    | Movistar Team               |
| 14.ª etapa              | etapa de montaña        | Richard Carapaz  | Richard Carapaz       | Arnaud Démare    | Giulio Ciccone     | Pavel Sivakov      | Arnaud Démare    | Movistar Team               |
| 15.ª etapa              | etapa de media montaña  | Dario Cataldo    | Richard Carapaz       | Arnaud Démare    | Giulio Ciccone     | Pavel Sivakov      | Arnaud Démare    | Movistar Team               |
| 16.ª etapa              | etapa de montaña        | Giulio Ciccone   | Richard Carapaz       | Arnaud Démare    | Giulio Ciccone     | Miguel Ángel López | Fausto Masnada   | Movistar Team               |
| 17.ª etapa              | etapa de media montaña  | Nans Peters      | Richard Carapaz       | Arnaud Démare    | Giulio Ciccone     | Miguel Ángel López | Fausto Masnada   | Movistar Team               |
| 18.ª etapa              | etapa llana             | Damiano Cima     | Richard Carapaz       | Pascal Ackermann | Giulio Ciccone     | Miguel Ángel López | Fausto Masnada   | Movistar Team               |
| 19.ª etapa              | etapa de media montaña  | Esteban Chaves   | Richard Carapaz       | Pascal Ackermann | Giulio Ciccone     | Miguel Ángel López | Fausto Masnada   | Movistar Team               |
| 20.ª etapa              | etapa de montaña        | Pello Bilbao     | Richard Carapaz       | Pascal Ackermann | Giulio Ciccone     | Miguel Ángel López | Fausto Masnada   | Movistar Team               |
| 21.ª etapa              | contrarreloj individual | Chad Haga        | Richard Carapaz       | Pascal Ackermann | Giulio Ciccone     | Miguel Ángel López | Fausto Masnada   | Movistar Team               |
| Clasificaciones finales | Clasificaciones finales |                  | Richard Carapaz       | Pascal Ackermann | Giulio Ciccone     | Miguel Ángel López | Fausto Masnada   | Movistar Team               |

## Ciclistas participantes y posiciones finales
Convenciones:
- AB-N: Abandono en la etapa "N"
- FLT-N: Retiro por llegada fuera del límite de tiempo en la etapa "N"
- NTS-N: No tomó la salida para la etapa "N"
- DES-N: Descalificado o expulsado en la etapa "N"

## UCI World Ranking
El Giro de Italia otorgó puntos para el UCI World Ranking para corredores de los equipos en las categorías UCI WorldTeam y Profesional Continental. Las siguientes tablas muestran el baremo de puntuación y los 10 corredores que obtuvieron más puntos:
| Posición              | 1.º | 2.º | 3.º | 4.º | 5.º | 6.º | 7.º | 8.º | 9.º | 10.º | 11.º | 12.º | 13.º | 14.º | 15.º | 16.º | 17.º | 18.º | 19.º | 20.º | 21.º-25.º | 26.º-30.º | 31.º-40.º | 41.º-50.º | 51.º-55.º | 56.º-60.º |
| Clasificación general | 850 | 680 | 575 | 460 | 380 | 320 | 260 | 220 | 180 | 140  | 120  | 100  | 84   | 68   | 60   | 56   | 52   | 48   | 44   | 40   | 32        | 24        | 20        | 16        | 12        | 8         |
| Por etapa             | 100 | 40  | 20  | 12  | 4   |     |     |     |     |      |      |      |      |      |      |      |      |      |      |      |           |           |           |           |           |           |
| Líder                 | 20  |     |     |     |     |     |     |     |     |      |      |      |      |      |      |      |      |      |      |      |           |           |           |           |           |           |

| Clasificación |                    |                  |         |       |       |       |
| Ciclista      | Ciclista           | Equipo           | General | Etapa | Líder | Total |
| ------------- | ------------------ | ---------------- | ------- | ----- | ----- | ----- |
| 1.º           | Richard Carapaz    | Movistar         | 850     | 228   | 140   | 1218  |
| 2.º           | Primož Roglič      | Jumbo-Visma      | 575     | 200   | 100   | 875   |
| 3.º           | Vincenzo Nibali    | Bahrain Merida   | 680     | 68    | -     | 748   |
| 4.º           | Mikel Landa        | Movistar         | 460     | 64    | -     | 524   |
| 5.º           | Bauke Mollema      | Trek-Segafredo   | 380     | 24    | -     | 404   |
| 6.º           | Rafał Majka        | Bora-Hansgrohe   | 320     | 12    | -     | 332   |
| 7.º           | Simon Yates        | Mitchelton-Scott | 220     | 100   | -     | 320   |
| 8.º           | Pascal Ackermann   | Bora-Hansgrohe   | -       | 312   | -     | 312   |
| 9.º           | Caleb Ewan         | Lotto Soudal     | -       | 284   | -     | 284   |
| 10.º          | Miguel Ángel López | Astana           | 260     | 12    | -     | 272   |